# آلگ دریپاسکا
آلِگ ولادیمیروویچ دریپاسکا (به روسی: Оле́г Владимирович Дерипа́ска) (زاده ۲ ژانویه ۱۹۶۸) کارآفرین، صنعتگر و مدیر ارشد اجرایی روس است، که در حال حاضر به‌عنوان مدیر عامل اجرایی شرکت روسال و رئیس هیئت مدیره بیسیک المنت کمپانی فعالیت می‌نماید. وی از سهامداران اصلی شرکت‌های و نوریلسک نیکل نیز می‌باشد.